# Can Vilella (Bordils)
Can Vilella és una obra de Bordils (Gironès) inclosa a l'Inventari del Patrimoni Arquitectònic de Catalunya.

## Descripció
És un edifici construït el 1903 aprofitant elements d'un altre de més antic del segle xvii que hi havia al mateix indret. Es desenvolupa en planta baixa i pis. La coberta és a dues vessants de teula àrab. La façana és arrebossada, imitant l'especejament de la pedra, i acabada en la seva part superior amb ràfec llis suportat per mènsules decoratives. Totes les obertures presenten guardapols decoratius, amb balcons al pis.

## Història
Sota l'arrebossat i al costat esquerre de la porta es pot veure una pedra amb la inscripció i la data de 1688, possiblement d'una llinda de la casa originària. A la llinda de la porta hi la inscripció "ESTEBAN VILELLA, 1903".